# 埃娃·卡尔松
埃娃·卡尔松（瑞典語：Eva Karlsson，1961年9月21日—），瑞典女子皮划艇运动员。她曾代表瑞典参加1984年夏季奥林匹克运动会皮划艇比赛，获得女子四人皮艇500米银牌。